# Az amerikai képregény bronzkora
Az amerikai képregény bronzkora a képregény ezüstkorát követő időszak elnevezése, melynek kezdete a korai 1970-es évekre tehető és mely időszak az 1980-as évek közepéig tartott. A bronzkorban továbbra is a színes és kalandos szuperhős-képregények maradtak az iparág mainstream vonalában, de ezzel egy időben megjelentek a sötétebb hangvételű történetek is. A képregényekben megjelentek olyan valós szociális problémák is, mint például a fiatalok kábítószerfogyasztása, a rasszizmus és az antiszemitizmus.

## Az elnevezés eredete
A bronzkor elnevezést először a Wizard magazin használta annak a „modern-horror” korszaknak a megjelölésére mely az 1960-as évek derekától a kései 1970-es évekig tartott. Ebben a korszakban olyan horror antológiák jelentek meg mint a Gold Key Comics által kiadott Boris Karloff’s Tales of Mystery (1963), Ripley’s Belive it or not! True Ghost Stories a True Demons and Mosters (1965), a DC Comics által kiadott House of Mystery (1968) és a House of Secrets (1969), valamint a Marvel Tomb of Dracula (1972) sorozata. Idővel azonban a kifejezést egyre inkább a kései ezüstkorszak megjelölésére kezdték használni.

## A bronzkor kezdete
Az ezüst- és a bronzkor határát nem egyetlen esemény jelzi, melyet vízválasztóként lehetne meghatározni a két korszak között. A változást több, időben is eltérő események jelzik melyek megváltoztatták a kiadványok stílusát és fő irányvonalát.
Az egyik ilyen esemény Jack Kirby távozása volt a Marvel Comics-tól 1970-ben. Kirby és Stan Lee az ezüstkorszak talán legtermékenyebb és legkreatívabb alkotópárosa volt. Kirby a DC-hez került, ahol megalkotta úgynevezett negyedik világ sorozatait, melyek közül első munkája a Jimmy Olsen 134. száma volt 1970 decemberében. Szintén ebben az évben vonult vissza Mort Weisinger a Superman-sorozatok szerkesztője, akit Julius Schwartz követett.
Az 1973-ban jelent meg a talán máig is legemlékezetesebb Pókember-történet, mely fordulópontot jelentett a sorozat és a kitalált szereplő életében is. Az Amazing Spider-Man 121. és 122. számában megjelent történetben a Zöld Manó meggyilkolja Peter Parker, vagyis Pókember barátnőjét, Gwen Stacyt. Bár a történetek már ez előtt is kezdtek egyre komorabb hangvételűek lenni, ez a történet mégis tisztán jelzi a két korszak határát az Amazing Spider-Man sorozatban.
1971-ben az Egyesült Államok Egészségügyi, Oktatási és Népjóléti Minisztériuma megkereste Stan Lee-t a Marvel Comics akkori főszerkesztőjét, hogy megkérjék; készítsen történeteket a kábítószer káros hatásáról. Lee beleegyezett és megírt egy háromrészes Pókember történetet, mely az Amazing Spider-Man 96-98 számaiban jelent meg. Akkoriban a Comics Code Authority tiltotta a kábítószerek bármilyen használatát a történetekben, a szövegkörnyezettől és szerepétől függetlenül. A CCA nem engedélyezte a történet megjelentetését, de ennek ellenére Lee leközölte azt. A történet pozitív visszhangja arra ösztönözte a CCA-t, hogy újragondolja a tilalmat és még abban az évben engedélyezte a kábítószerek megjelenését a képregényekben, abban az esetben ha annak használatát negatívan tüntetik fel. Ebben az évben a DC Comics is közölt egy hasonló történetet a Green Lantern/Green Arrow 85. és 86. számában, melyben a Zöld Íjász ifjú társa, Speedy heroinfüggő lett.
A Comics Code 1971-es változása engedékenyebb lett a vámpírok, farkasemberek és élőholtak használatával szemben is. Ennek hatására indult el a Marvel Mocsárlény sorozata, valamint a Tomb of Dracula.